# Condorito
Condorito est un personnage de bande dessinée chilienne, créé par un auteur très populaire en Amérique latine, René Ríos Boettiger, surtout connu sous son pseudonyme de « Pepo » dont il signait ses histoires.

## Description
Condorito est représenté comme un condor, vivant dans une ville imaginaire nommée Pelotillehue ( « La ville des ballons », Pelota : ballon, llehue : particule désignant un lieu en langue mapuche et courant dans la toponymie chilienne, ex : Quilpué, Manquehue, Chiloé) entouré de personnage amusants. 
Les histoires de Condorito s'étendent généralement sur une page, quelquefois plusieurs, et quelquefois un seul « strip ». Elles se terminent le plus souvent par l'évanouissement d'un ou plusieurs personnages (dont on ne voit alors que les jambes), accompagné de l'onomatopée « Plop ! », en réaction à une remarque particulièrement absurde d'un autre personnage. 
Il arrive aussi que, dans la dernière case, Condorito se voit expédié dans les airs d'un coup de pied, proférant alors sa réplique célèbre Exijo una explicacion! (J'exige une explication!).
Enfin, dans quelques histoires, Condorito, pour les besoins du gag, est cosmonaute, prisonnier, explorateur ou autre, sans qu'aucune explication ne soit donnée au préalable pour ce changement de rôle, et cela de manière de plus en plus récurrente à partir des années 1970. 
La série a commencé en 1949 dans un journal nommé Okey. En 1955 sort le premier recueil d'histoires, qui reprenait l'ensemble des planches publiées jusque-là. Entre la moitié des années 1950 et le début des années 1980, Condorito a été publié dans un magazine hebdomadaire portant son nom.  Depuis 1983, le magazine est devenu bimensuel. Il parait régulièrement dans la plupart des pays d'Amérique Latine, où la série, reprise par de nouveaux dessinateurs, a toujours été extrêmement populaire. Le personnage est actuellement la propriété de la firme mexicaine Televisa. 
Le personnage de Condorito a été créé en réaction à la forte influence des bandes dessinées Disney au cours de la période de Guerre froide. Pepo a alors désiré donner vie à un personnage typiquement « chilien », hybridation entre un condor, symbole des Andes, et l'homme du peuple. L'influence et importance de ce personnage au sein de l'imaginaire collectif chilien est si forte que beaucoup de mots et expressions issus de la bande dessinée ont intégré le langage courant des Chiliens (« Plop ! », « Quedarse Plop » en réaction à une situation absurde, « mandarse un condoro » lorsque l'on commet une grave erreur, Condorito étant connu par sa maladresse).
Grafitis, statues et noms de restaurants ou bars témoignent de l'omniprésence du personnage. Depuis le rachat de la bande dessinée par la firme mexicaine Televisa et l'élargissement de sa diffusion dans les différents pays d'Amérique Latine (adaptation linguistique), la confusion règne quant à l'origine du personnage, et de nombreux débats et luttes à ce propos existent sur la toile.

## Personnages principaux
- Condorito
- Coné[1] (neveu de Condorito)
- Yayita[2] (éternelle fiancée de Condorito)
- Yuyito[3] (nièce de Yayita)
- Garganta de Lata[4] (Souvent acoudé au comptoir du bar « El Tufo », c'est le personnage servant de prétexte pour les histoires d'alcooliques)
- Doña Treme[5] (Tremebunda) et Don Cuasimodo[6] (mère et père de Yayita, qui voient d'un mauvais œil les relations entre Condorito et leur fille)
- Don Chuma[7] (Ami de Condorito, souvent de bon conseil)
- Huevoduro
- Matías[8] (Perroquet de Condorito)
- Che Copete[9] (Personnage plein d'humour, et aimant se vanter de ses conquêtes féminines)
- Comegato
- Pepe Cortisona[10] (éternel rival de Condorito, doté d'un ego considérable, et cherchant toujours à séduire Yayita)
- Ungenio González[11] (Personnage d'une intelligence limitée, mais bon compagnon et aimé de tous)
- Cabello de Angel
- Chuleta
- Washington[12] (chien de Condorito)

## Gags récurrents
- Un crocodile cherchant à entrer dans un bâtiment par une fenêtre ou une canalisation.
- Un somnambule en pyjama (même en plein jour).
- Une pancarte affichant « DEИTRE SIN GORPEAL » (version déformée de  « ENTRE SIN GOLPEAR », « Entrez sans frapper »)
- Un graffiti avec le texte « MUERA EL ROTO QUEZADA » (« Mort au Roto Quezada »), apparemment rattaché à une dispute que l'auteur, Pepo, eut avec un militaire chilien (nommé Washington Quezada) qui avait maltraité sa femme durant un incident dans un club militaire. Le prénom « Washington » fut par ailleurs donné au chien de Condorito pour la même raison.